# HMS Donegal (1858)
La HMS Donegal era un vascello di prima classe a tre ponti da 101 cannoni della Royal Navy, costruito negli anni cinquanta del XIX secolo, e rimasta in servizio come nave scuola fino al 1923.

## Storia
La costruzione del vascello di prima classe Donegal fu ordinata il 27 dicembre 1854 presso i Devonport Dockyard di Devonport, e l'unità fu impostata il 27 settembre 1855 e varata il 23 settembre 1858.
Armata con 101 cannoni, disloccava a pieno carico 5.461 tonnellate, ed era dotata di una propulsione mista a vela e a vapore, in quanto disponeva di una motrice bicilindrica orizzontale erogante la potenza di 800 hp, azionante un’unica elica. Il costo totale era stato di 175.337 sterline, di cui 85.783 spese per lo scafo e le attrezzature, e 49.600 per l’apparato motore prodotto dalla John Penn & Son.
L’unità entrò in servizio il 27 agosto 1859, e una volta lasciato il porto di Devonport si recò a Liverpool per completare i ruoli dell’equipaggio e poi entrò in forza allo Channel Squadron. Partecipò a numerose riviste navali, e il 28 ottobre 1859 William Edward Hall fu insignito della Victoria Cross, massima onorificenza militare inglese, a bordo del Donegal mentre la nave era ancorata a Queenstown.
Nel 1861,  al comando del captain Sherard Osborn, fu assegnato al convoglio che trasportò in Messico il contingente militare inglese, il quale prese parte alle fasi iniziali dell’intervento militare in quel paese al fine di recuperare i soldi dei prestiti concessi al governo del presidente Benito Juárez. 
Nel febbraio 1862 il vascello assistette alle fasi del recupero di attrezzature e armi dal relitto della nave gemella Conqueror, naufragata a Rum Cay, nelle Bahamas, il 29 dicembre 1861.

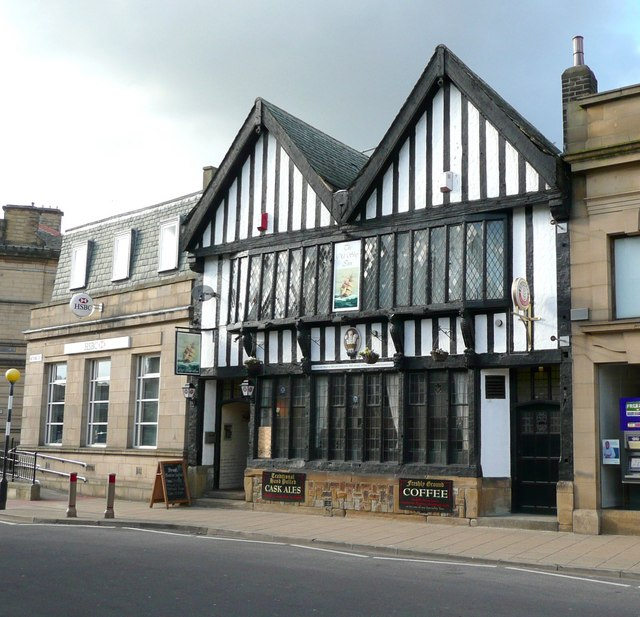
The Old Ship public house a Brighouse costruita con materiali provenienti dalla demolizione del vascello HMS Donegal nel 1926.

In seguito il Donegal trascorse diversi anni come nave guardiacoste a Liverpool, e il 6 novembre 1865 ricevette la resa dell'ultima nave confederata impegnata nella guerra civile americana, il CSS Shenandoah, che aveva effettuato una missione di guerra lunga 9.000 miglia (14.500 km). Lo Shenandoah si trovava originariamente nell'Oceano Pacifico quando fu raggiunto dalla notizia della fine della guerra civile, ed intraprese un lungo viaggio per non arrendersi agli unionisti.
In seguito il Donegal trasportò il viceammiraglio Sir Henry Kellett e un equipaggio sostitutivo che doveva rilevare quello della pirofregata corazzata Ocean, e quindi fu assegnato alla Stazione navale della Cina sotto il comando del viceammiraglio Henry Keppel. Fu quindi comandato dal captain William Hewett, e successivamente da John Fisher. Nel 1870 divenne tender del grande vascello Duke of Wellington, che allora svolgeva la funzione di nave caserma a Portsmouth. Ripreso servizio attivo il 30 settembre 1870, fu definitivamente radiato il 14 gennaio 1886, e con il nome di Vernon entrò in servizio presso la scuola siluristi di Portsmouth. Tra il 1888 e il 1892 fu comandata dal capitano Arthur Knyvet Wilson. Il 23 aprile 1895 fu trasferita a Portchester Creek, insieme al resto dei pontoni che componevano la scuola. 
Ricoprì questo ruolo fino a quando la scuola siluristi non venne definitivamente trasferita a terra nel 1923, e il Vernon fu quindi venduto per la demolizione il 18 maggio 1925, a Portsmouth. Alcuni legni e pannelli provenienti dalla nave scuola furono usati per ricostruire la casa del Principe di Galles (riaperta come The Old Ship nel 2007) a Brighouse nel 1926.

### Fonti
1. 1 2 3 4 5 6  Colledge, Warlow 2006, p. 100.
2. 1 2 3  Lyon, Winfield 2004, p. 189.
3. 1 2 3  Pbenyon.
4. ↑  David W. States, William Hall VC of Horton Bluff, Nova Scotia Nineteenth Century Naval Hero, in Collections of the Royal Nova Scotia Historical Society, Vol. 44 (1996), p. 78.
5. 1 2 3  Gerson 1972, p. 151.
6. 1 2  Colledge, Warlow 2006, p. 76.
7. ↑   Surrender of the Shenandoah, su whenliverpoolwasdixie.org.uk (archiviato dall'url originale il 13 aprile 2014).
8. ↑  Colledge, Warlow 2006, p. 248.
9. ↑  Colledge, Warlow 2006, p. 104.
10. ↑   David Nortcliffe, Buildings of Brighouse, Brighouse, Brighouse Civic Trust, 1990.